# Erlöserkirche (Mykolajiw)

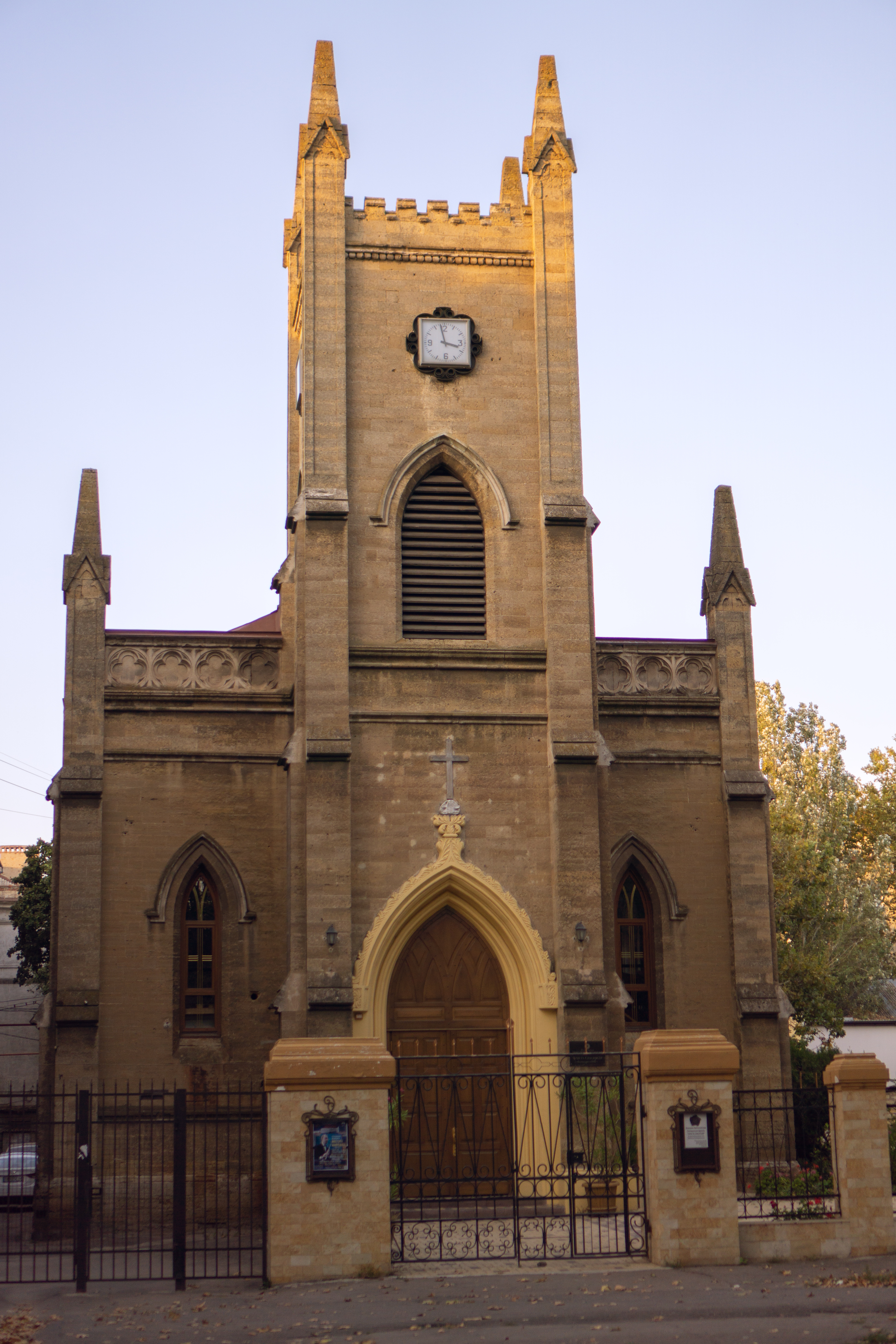
Mykolajiw, Erlöserkirche, Eingangsfront

Die Erlöserkirche (auch Heilandskirche, ukrainisch Лютеранська церква Христа Спасителя) im südukrainischen Oblasthauptort Mykolajiw ist ein evangelischer Kirchenbau. Die Kirchengemeinde gehört zur Deutschen evangelisch-lutherischen Kirche in der Ukraine, „verweigert“ aber „schon lange den Kontakt mit der DELKU“.
Das Bauwerk steht an der Admiralsstraße (ukrainisch Адміральська вулиця) im Stadtrajon Mitte und in der Nähe der Inhulbrücke. Die Kirche ist im Verzeichnis der Kulturdenkmäler der Ukraine als Objekt von nationaler Bedeutung aufgeführt.

## Geschichte

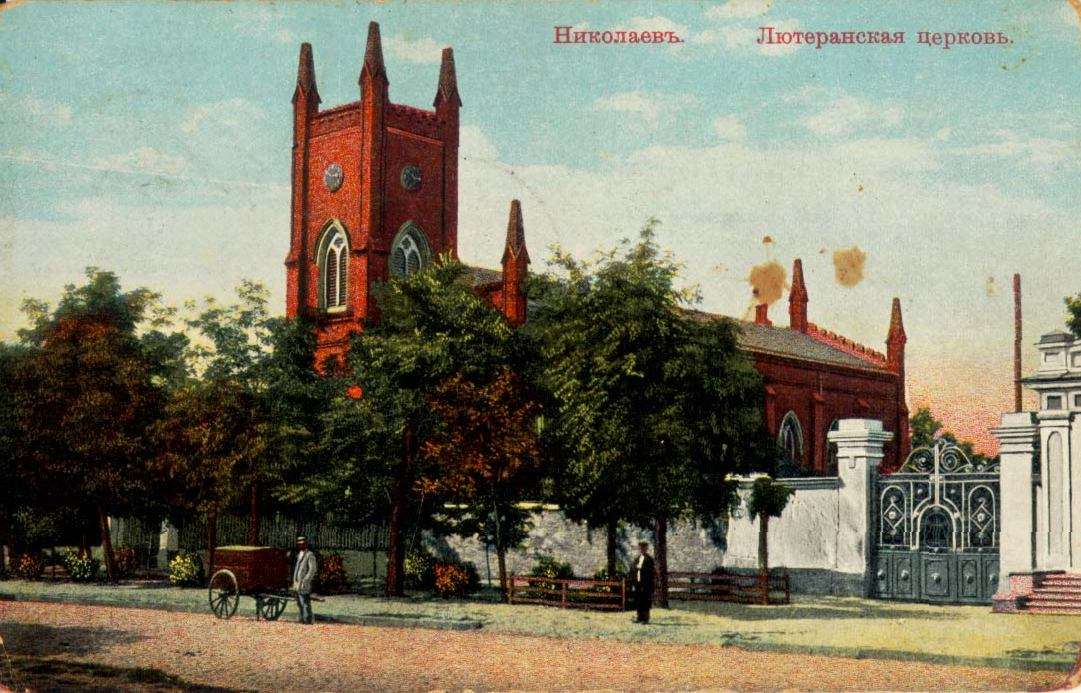
Postkarte, um 1900

Die neugotische Kirche entstand von 1848 bis 1852 für die lutherische Gemeinschaft, die von deutschen Arbeitern und Angestellten der russischen Marinebasis in Mykolajiw gegründet worden war. Die Gemeinde hatte 1830 ihren ersten Prediger erhalten. Der Bauplan für die neue Kirche stammte von dem englischen Architekten Charles Ackroyd. Errichtet wurde sie an der Faleewska Straße, an der viele Deutsche lebten.
Um 1870 bestand die lutherische Gemeinde in der Stadt aus etwa 1800 Gläubigen. Im späten 19. Jahrhundert geriet die Gemeinschaft unter den Einfluss der Stundisten, die besonders in Südrussland und der Ukraine aktiv waren.
Nach dem Ersten Weltkrieg und besonders während der Zeit der sowjetischen Repression in der Ukraine wurde das Gemeinschaftsleben schwierig, und so hörte die Pfarrgemeinde der Erlöserkirche 1931 auf zu bestehen. Das Kirchengebäude wurde unter der Verwaltung der Ukrainischen Sozialistischen Sowjetrepublik zu einer Sporthalle umfunktioniert. Das ehemalige Pastorat ist seit 1999 Heimstatt des Schachvereins.
Erst im Jahr 1992 gründeten deutschstämmige Bewohner der Stadt Mykolajiw erneut eine evangelische Gemeinschaft, die in der ersten Zeit noch von der Kirche St. Paul in Odessa abhängig war. 
1998 gestaltete der deutsche Maler und Grafiker Hubert Distler ein Chorfenster für die Kirche mit dem Titel Auferstehung Christi von den Toten.